# لاسلو کوبالا
لاسلو کوبالا (به مجاری: Kubala László) (زاده ۱۰ ژوئن ۱۹۲۷ – درگذشته ۱۷ مه ۲۰۰۲) بازیکن سرشناس فوتبال اهل مجارستان بود. وی سابقه بازی برای باشگاه معتبری چون بارسلونا را در کارنامه دارد و به عنوان یکی از بزرگترین اسطوره های این تیم شناخته می شود. همچنین او در سه تیم ملی اسپانیا، مجارستان و چکسلواکی سابقه بازی دارد. کوبالا با ۱۹۴ گل چهارمین گلزن برتر تاریخ باشگاه بارسلونا است. او به عنوان یکی از بهترین بازیکنان تاریخ فوتبال مجارستان و جهان شناخته می شود

## دوران حضور در بارسلونا
کوبالا در ۱۵ ژوئن سال ۱۹۵۰ به بارسلونا پیوست و فردیناند دائوییک برادر زن او نیز به عنوان بخشی از قرارداد وی سرمربی بارسلونا شد. با این حال او تا سال ۱۹۵۱ به دلیل محرومیتی که فیفا برایش تعیین کرده بود نتوانست برای بارسلونا در لالیگا به میدان برود. با این حال او در بازی مقابل فرانکفورت آلمان با که با نتایج ۴ بر ۱ و ۱۰ بر ۴ به سود بارسلونا خاتمه یافت توانست ۶ گل به ثمر برساند. کوبالا همچنین به بارسلونا کمک کرد تا در سال ۱۹۵۱ برنده کوپا دل ژنرالیسمو شود. در اولین فصل لالیگای خود کوبالا توانست در ۱۹ بازی، ۲۶ گل به ثمر برساند، همچنین او توانست در جریان برد ۹ گله بارسلونا مقابل اسپورتینگ خیخون ۷ گل به ثمر رساند که رکورد بیشترین گل در یک بازی در تاریخ لالیگا است. کوبالا در مقابل سلتاویگو ۵ گل زد و در مقابل سویا و راسینگ سانتاندر موفق به ثبت هتریک شد. او در فینال کوپا دل ژنرالیسمو نیز موفق به گلزنی شد تا بارسلونا با نتیجه ۴ بر ۲ والنسیا را در چامارتین استادیوم رقیب دیرینه خود یعنی رئال مادرید شکست دهد و جلوی چشمان ۸۰۰۰۰ نفر تماشاگر قهرمان کوپا دل ژنرالیسمو شود. این فصل به یکی از موفق ترین فصول تاریخ باشگاه بارسلونا تبدیل شده بود و آن ها با مربیگری فردیناند دائوچیک و بازیکنان برجسته ای مانند آنتونی رامالتس، ادواردو مانچون، استانیلاو باسورا، ماریانو گونزالوو، جوزپ سیگوئر خوان سگارا و سزار رودریگز توانستند در ادامه کار به سه جام لاتین کاپ، کوپا اوا دوارته و کوپا مارتینی روسی نیز دست پیدا کنند تا به همه جام های ممکن در آن فصل برسند و نام خود را به عنوان تیم افسانه‌ای پنج جامه ها یا سینک کوپس در تاریخ باشگاه بارسلونا ثبت کنند. با شروع فصل ۱۹۵۲-۵۳ کوبالا دچار یک بدشانسی شد، او به بیماری سل مبتلا شده بود. غیبت کوبالا ضربه زیادی به بارسلونا وارد کرد و بارسلونا تا هفته بیستم با ۳ امتیاز کمتر از اسپانیول صدرنشین در رتبه سوم جدول قرار داشت و پس از ماه ها مبارزه با بیماری، کوبالا در هفته ۲۱ مقابل راسینگ سانتاندر، به میادین بازگشت. بازگشت کوبالا قدرت بارسلونا را افزایش داد و بارسلونا در ۹ دیدار باقی مانده فصل فقط در خانه سویا شکست خورد و در ۸ بازی باقی مانده به برتری رسید، تا در نهایت برای دومین سال متوالی به مقام قهرمانی لالیگا دست یابد. بعد از قهرمانی لیگ نوبت به کوپا دل ژنرالیسمو رسید. دیدار فینال در تاریخ ۲۱ ژوئن ۱۹۵۳ در چامارتین، استادیوم رئال مادرید، برگزار شد و بارسلونا با گل های کوبالا در دقیقه ۴۸ و مانچون در دقیقه ۵۶ اتلتیکو بیلبائو را شکست داد و برای دومین سال متوالی به مقام قهرمانی لالیگا و کوپا دل ژنرالیسمو رسید. تک گل اتلتیکو بیلبائو در این بازی را نیز ونانسیو گلی در دقیقه ۶۱ به ثمر رساند. پس از این فصل و با پیوستن آلفردو دی استفانو به رئال مادرید، بارسلونا در به دست آوردن لالیگا به مشکل خورد اما پس از آنکه هلنیو هررا مربی مشهور آرژانتینی به بارسلونا آمد، بارسلونا دوباره به قدرت اول لالیگا تبدیل شد. دو ستاره مجارستانی یعنی شاندور کوچیش و زولتان تسیبور که عضو تیم طلایی ۱۹۵۴ مجارستان نیز بودند به پیشنهاد کوبالا در سال ۱۹۵۸ جذب بارسلونا شدند. این سه نفر توانستند با همدیگر مثلث مجار ها را در بارسلونا تشکیل دهند و به همراه ستارگان دیگر تیم یعنی لوئیز سوارز میرامونتس و اواریستو ده ماکدو به قهرمانی دو گانه داخلی یعنی لالیگا و کوپا دل ژنرالیسمو در فصل ۱۹۵۹-۱۹۵۸ دست یابند، همچنین در فصل ۱۹۵۹-۱۹۶۰ نیز به قهرمانی لالیگا و اینتر-سیتیز فیرز کاپ رسیدند. کوبالا در دوران مربیگری هلنیو هررا با او به مشکلاتی خورده بود و به همین دلیل نام او از ترکیب هر دو مسابقه رفت و برگشت نیمه نهایی جام باشگاه های اروپا در فصل ۱۹۵۹-۶۰ در مقابل رئال مادرید خط خورد و بارسلونا با شکست ۶ بر ۲ در مجموع رفت و برگشت از صعود به فینال بازماند و در نتیجه هلنیو هررا از سمت سرمبیگری بارسلونا برکنار شد. در فصل بعد بارسلونا با درخشش کوبالا توانست رئال مادرید را در مجموع ۴ بر ۳ شکست دهد و به اولین تیم در تاریخ جام باشگاه های اروپا تبدیل شود که توانسته است رئال مادرید را از این رقابت ها حذف کند. بارسلونا با کوبالا و ستارگانی مانند شاندور کوچیش، زولتان تسیبور، اواریستو ده ماکدو، لوئیز سوارز و آنتونی رامالتس با شکست هامبورگ در نیمه نهایی به فینال رسید. اما بارسلونا خوان سگارا بهترین مدافع خود را به دلیل مصدومیت صورت در آن بازی نداشت و در این بازی با اینکه بسیار برتر از حریف بود با نتیجه ۳ بر ۲ مغلوب بنفیکای قدرتمند بلا گوتمان شد که ستارگانی مانند اوزه‌بیو و ماریو کولونا را در ترکیب داشت. بارسلونا شکست خورد و به مقام نایب قهرمانی رسید. کوبالا نیز به دوران بازیگریش در بارسلونا پایان داد و سرمربی تیم شد اما در دو فصل هدایت بارسلونا هیچ جامی به دست نیاورد و در نهایت به دلیل شکست مقابل ستاره سرخ بلگراد در اینتر-سیتیز فیرز کاپ فصل ۱۹۶۲-۱۹۶۳ از سمت سرمربیگری بارسلونا برکنار شد.

## افتخارات
به عنوان بازیکن
بارسلونا:
۴ قهرمانی لالیگا: ۱۹۵۱-۱۹۵۲، ۱۹۵۲-۱۹۵۳، ۱۹۵۸-۱۹۵۹، ۱۹۵۹-۱۹۶۰
۵ قهرمانی کوپا دل ژنرالیسمو: ۱۹۵۱، ۱۹۵۲، ۱۹۵۳، ۱۹۵۷، ۱۹۵۹
۲ قهرمانی اینتر-سیتیز فیرز کاپ: ۱۹۵۸، ۱۹۶۰
۱ قهرمانی لاتین کاپ: ۱۹۵۲
۲ قهرمانی کوپا اوا دوارته: ۱۹۵۲، ۱۹۵۳
۱ نایب قهرمانی جام باشگاه های اروپا: ۱۹۶۰-۱۹۶۱

## به عنوان مربی
دپورتیوو مالاگا:
قهرمانی دسته دوم اسپانیا: ۱۹۸۷-۱۹۸۸ 

## افتخارات شخصی
نفر پنجم توپ طلا: ۱۹۵۷